# Maxillaria fuscopurpurea
Maxillaria fuscopurpurea là một loài thực vật có hoa trong họ Lan. Loài này được Drapiez mô tả khoa học đầu tiên năm 1841.